# نیکا کوستا
نیکا کوستا (انگلیسی: Nikka Costa؛ زادهٔ ۴ ژوئن ۱۹۷۲) یک موسیقی‌دان اهل ایالات متحده آمریکا است.